# NGC 140
NGC 140은 안드로메다자리 방향에 있는 정상나선은하이다.